# Orden de Jade Brillante
La Orden de Jade Brillante (en Chino tradicional: 采玉大勳章; en Chino Simplificado: 采玉大勋章; en Pinyin: cǎi yù dà xūnzhāng) es una orden civil de la República de China (Taiwan) que solo puede llevar el jefe de Estado de una nación o el de la misma república taiwanesa. Según las normas, la orden sólo puede ser otorgada por el presidente del país o un emisario enviado expresamente a las naciones amigas para su otorgamiento. La orden fue instituida en 1933. Tiene una cara con diseño de estrellas de jade incrustado bordeado con oro y perlas. En el centro hay un sol blanco rodeado de cielo azul, el escudo nacional. Anteriormente, la Orden del Jade Brillante se dividía en dos, siendo la Gran Orden del Jade Brillante (actual) y la Orden del Jade Brillante con nueve rangos o grados.

## Controversia y sugerencias para cambiar el nombre
El nombre oficial chino de la orden 采玉大勳章 ( cǎi yù dà xūnzhāng ) fue nombrado en honor a la madre del presidente Chiang Kai-shek, Wang Caiyu ( Wáng Cǎiyù ) por miembros del Partido Democrático Progresista del Yuan Legislativo, y ha habido sugerencias de la coalición pan-verde para cambiar el nombre de la orden para que se adapte a la identidad taiwanesa como «Orden de Taiwán», pero esto no se aprobó en el Yuan Legislativo en abril de 2007, frente a la oposición del Kuomintang cuando la propuesta había sido presentada.

## Condecorados
- Lin Sen, presidente del Gobierno Nacional de la República de China (1933)
- Chiang Kai-shek, presidente del Gobierno Nacional de la República de China (agosto de 1943)
- Sur Diệm Diệm, presidente de Vietnam (enero de 1960)
- Rey Rama IX de Tailandia (7 de julio de 1963)
- Fáisal bin Abdulaziz, Rey de Arabia Saudita (mayo de 1971)
- Yen Chia-kan, presidente de la República de China (abril de 1975)
- Chiang Chign-kuo, presidente de la República de China (mayo de 1978)
- Lee Teng-hui, presidente de la República de China (Taiwan)(mayo de 1988)
- Miguel Ángel Rodríguez Echeverría, presidente de Costa Rica (marzo de 1999)
- Mireya Moscoso, presidente de Panamá (julio de 2000)
- Hipólito Mejía, presidente de la República Dominicana (julio de 2001)
- Chen Shui-bian, presidente de la República de China (Taiwan) (mayo de 2001)
- Ricardo Maduro, presidente de Honduras (octubre de 2002)
- Fradique de Menezes, presidente de Santo Tomé y Príncipe (enero 2004)
- Nicanor Duarte Frutos, presidente de Paraguay (mayo de 2004)
- Elías Antonio Saca, presidente de El Salvador (agosto de 2004)
- Bingu wa Mutharika, presidente de Malaui (enero 2005)
- Óscar Berger, presidente de Guatemala (agosto de 2005)
- Thomas Remengesau, Jr., presidente de Palaos (1 de enero de 2007)
- Álvaro Colom, presidente de Guatemala (octubre de 2008)[4]
- Anote Tong, presidente de Kiribati (6 de junio de 2010)
- Fernando Lugo, presidente de Paraguay (3 de marzo de 2011)
- Federico Franco, presidente de Paraguay (2013)
- Matthew Festing, Gran maestre de la Orden de Malta (11 de noviembre de 2015)
- Juan Orlando Hernández, presidente de Honduras (10 de octubre de 2016)
- Jimmy Morales, presidente de Guatemala (enero de 2017)
- Jovenel Moïse, presidente de Haití (5 de mayo de 2018)
- Mario Abdo Benítez, presidente de Paraguay (10 de octubre de 2018)
- Baron Waqa, presidente de Nauru (3 de marzo de 2019
- David Kabua, presidente de Islas Marshall (3 de marzo de 2022)
- Alejandro Giammattei, presidente de Guatemala (abril de 2023)[5]